# マルクス・フルウィウス・パエティヌス
マルクス・フルウィウス・パエティヌス（Marcus Fulvius Paetinus）は紀元前4世紀から紀元前3世紀の共和政ローマのプレブス（平民）出身の政治家・軍人。紀元前299年に執政官（コンスル）を務めた。

## 経歴
マルクス・フルウィウスの属するフルウィウス氏族は、紀元前4世紀後半からその重要性を急速に増していた。カピトリヌスのファスティによると、マルクス・フルウィウスの父も祖父も、プラエノーメン（第一名、個人名）はガイウスである。翌紀元前298年の執政官グナエウス・フルウィウス・マクシムス・ケントゥマルスも父・祖父の名前がガイウスであることから、二人は兄弟であると思われる。紀元前305年の補充執政官マルクス・フルウィウス・クルウス・パエティヌスも兄弟ではないが近い親戚と思われる。
マルクス・フルウィウス自身も紀元前299年に執政官に就任した。同僚執政官はティトゥス・マンリウス・トルクァトゥスであった。マルクス・フルウィウスは前年の執政官クィントゥス・アップレイウス・パンサが開始したウンブリアのネクィヌム（現在のナルニ）の包囲戦を引き継いだ。ネクィヌム側の二人の内通者が市内に通じる地下通路を教えたため、マルクス・フルウィウスはネクィヌムを攻略することができた。この後ローマの植民都市が建設され、ナルニアの名前で呼ばれることとなった。この勝利を祝して、マルクス・フルウィウスはローマで凱旋式を実施した。
マルクス・フルウィウスのその後に関しては不明である。おそらく子供はいなかったと思われる。紀元前255年の執政官セルウィウス・フルウィウス・パエティヌス・ノビリオルは、同じコグノーメン（第三名、家族名）ではあるが直系の子孫ではない。

## 参考資料
- Thomas Robert Shannon Broughton : The Magistrates of the Roman Republic . Vol. 1, New York, 1951, pp. 173f.